# Sportclub Young Fellows Juventus
Lo Sportclub Young Fellows Juventus è una società calcistica svizzera della città di Zurigo. La sua fondazione risale al 1992.
Disputa il campionato di Promotion League, la terza serie del campionato svizzero.

## Storia
La società è stata fondata nel 1992 a seguito della fusione dello Young Fellows Zurigo (fondato nel 1903) con la Società Calcistica Italiana Juventus Zurigo (fondata nel 1922).
Il club nella stagione 2004-2005 è stato promosso nella Challenge League (seconda serie), ma nella stagione 2006-2007 si è classificata al 18º posto ed è retrocesso in Prima Lega.
Dalla stagione sportiva 2012-2013 gioca in Prima Lega Promozione, terza divisione del campionato svizzero di calcio, che dal 2014 assume la denominazione di Promotion League.

## Cronistoria
- 1992 - 2004: ?
- 2004 - 2007: Divisione Nazionale B
- 2007 - 2012: Prima Lega
- 2012 - 2014: Prima Lega Promozione
- 2014 - oggi: Promotion League

## Palmarès

### Competizioni nazionali
- 1ª Lega: 3

2002-2003, 2003-2004, 2009-2010

### Altri piazzamenti
- Prima Lega Promotion:

Secondo posto: 2013-2014
Terzo posto: 2012-2013